# Жорж Кравенн
Жорж Краве́нн (фр. Georges Cravenne, справжнє ім'я та прізвище — Жозеф-Рауль Коен (фр. Joseph-Raoul Cohen); 24 січня 1914, Кайруан, Туніс — 10 січня 2009, Париж, Франція) — французький продюсер та журналіст. Засновник кінематографічної премії «Сезар», названої на честь його друга, Сезара Вардона, театральної «Премії Мольєра» та премії «7 d'or» на телебаченні.

## Життєпис
Жорж Кравенн (Жозеф Рауль Коен) народився 24 січня 1924 року в Кайруані (Туніс). З середини 1930-х почав кар'єру журналіста в Ciné-Magazine. Потім він писав для рубрики «Кіно» в Paris-Soir на чолі з П'єром Лазарєвим. Брав участь у заснуванні в 1937 році Премії Луї Деллюка.
Після Другої світової війни Жорж Кравенн працював для L'Intransigeant. З 1948, створивши власне піар-агентство, присвятив свою діяльність роботі зі зв'язків з громадськістю, спочатку як прес-агент визначних діячів французького кіно (зокрема, Жана Ренуара, Анрі-Жоржа Клузо, Жерара Урі, Бріжит Бардо, Іва Монтана, Симони Синьйоре та ін.) а у 1950-1960-ті — як організатор урочистих заходів, у тому числі церемонії відкриття паризького театру Одеон.
У 1974 році Жорж Кравенн створив Академію мистецтв та технологій кінематографа та через два роки потому став засновником церемонії нагородження премією «Сезар» за видатні досягнення у французькому кіно.
У 1980 році виступив продюсером фільму «Орел чи решка» Робера Енріко, за участі Філіппа Нуаре та Мішеля Серро.
У 2000 році Жорж Кравенн отримав Почесний «Сезар» за видатні заслуги у кінематографі. У липні 2008 року став Великим офіцером Ордену Почесного легіону.

## Особисте життя
З 1956 року і до розлучення у 1964 році був одружений з акторкою Франсуазою Арнуль.
8 жовтня 1973 року, його друга дружина Даніель Кравенн була застрелена поліцейським снайпером в аеропорту Маріньян. Даніель, яка була психічно неврівноваженою, намагалася викрасти Boeing 727 на знак протесту проти виходу фільму «Пригоди рабина Якова», який просувався Жоржем Кравенном і який вона вважала «анти-палестинським».
Помер Жорж Кравенн 10 січня 2009 року у Парижі на 95-у році життя. Похований 14 січня на паризькому цвинтарі Монпарнас у присутності низки діячів кінематографу та членів уряду.